# ГЕС Ель-Торо
ГЕС Ель-Торо (ісп. El-Toro) – гідроелектростанція в центральній частині Чилі у регіоні Біобіо (VIII Регіон). Знаходячись перед ГЕС Антуко, становить верхній ступінь каскаду у сточищі річки Laja, яка дренує однойменне озеро та впадає праворуч у другу за довжиною річку країни Біобіо (досягає Тихого океану в місті Консепсьйон).
Проект електростанції передбачав використання різниці у висоті між озером Laja та річкою Полкура, що протікає західніше від нього перед тим як приєднатись праворуч до річки Laja. Для цього в озері на 70 метрів нижче від його максимального рівня організували водозабір, що дозволило перетворити природну водойму у водосховище з корисним об'ємом 4,5 млрд м3. 
Окрім власного водозбору до озера перекидається ресурс із верхньої частини сточища Полкури, де облаштовано три водозабори, два з яких за допомогою тунелів загальною довжиною 4 км під'єднані до центрального, від якого до озера прямує тунель довжиною 9 км. Цю систему запустили у 1977-му, за чотири роки після введення в експлуатацію станції Ель-Торо. Втім, варто також відзначити, що ресурс з озера Laja подається й на іншу станцію – ГЕС Абаніко.
Від озера прокладено головний дериваційний тунель довжиною 9,3 км та діаметром від 5,7 до 4,3 метра. Він з'єднаний з балансуючим резервуаром із двох камер – нижньою довжиною 170 метрів з перетином 44 м2 та верхньою довжиною 235 метрів з перетином 56 м2, з'єднаних шахтою глибиною 91 метр з перетином 36 м2. По завершенні тунелю починаються два напірні водоводи до машинного залу довжиною по 1,4 км при діаметрі 2,8 метра. 
Підземний машинний зал обладнаний чотирма турбінами типу Пелтон загальною потужністю 400 МВт (за іншими даними – 450 МВт), які при напорі у 540 метрів запроектовані на виробництво 1357 млн кВт-год електроенергії на рік. Відпрацьована вода відводиться у Полкуру по чотирьом тунелям довжиною по 170 метрів з перетином по 27 м2, які з'єднуються в один довжиною 288 метрів з перетином від 37 до 47 м2. 
Видача продукції відбувається по ЛЕП, розрахованій на роботу під напругою 220 кВ.